# Ima Robot
Ima Robot est un groupe américain de power pop, originaire de Los Angeles, en Californie.

## Historique

### Débuts
Après la séparation du groupe The Lucky 13 d'Alex Ebert, Ima Robot se forme à la fin des années 1990. Au début des années 2000, le groupe signe avec le label Virgin Records.
Leur premier album est sorti en 2003 sous le titre éponyme Ima Robot. Le groupe réalise alors une tournée aux côtés des Hot Hot Heat, The Von Bondies, Hoobastank, The Sounds et bien d'autres. En 2004, Waronker et Oligee quittent le groupe pour laisser leur place à Filip Nikolic Turbotito. En 2005, c’est au tour de Justin Meldal-Johnsen de quitter le groupe. En 2006, Ima Robot sort son deuxième album Monument to the Masses. Incluant le titre, Lovers in Captivity. La vidéo qui l’accompagne met en scène Brady Corbet. En 2007, le contrat entre Virgin records et Ima Robot  prend fin. Le groupe continue de collaborer avec Alexis Rivera chez Echo Park Records. En 2008, Lars Vognstrup rejoint le groupe.

### Another Man's Treasure
En 2010, Ima Robot réalise un troisième album intitulé Another Man's Treasure. L’une des faces-B de l’album, Greenback Boogie est utilisée au générique de la série américaine Suits, avocats sur mesure. Le titre A is For Action est également utilisé pour le jeu vidéo SSX 3. Alexander Ebert a également fondé le groupe Edward Sharpe and the Magnetic Zeros. En 2016, Ebert révèle sa frustration contre Virgin. À cette période, le groupe est représenté par le label Werewolf Heart.

## Membres

### Membres actuels
- Alex « Edward Sharpe » Ebert – chant (depuis 1998)
- Timmy « The Terror » Anderson – guitare (depuis 1998)
- Jason « Computer Jay » Taylor – claviers (depuis 2009)
- Jonas Petri Megyessi – guitare, percussions (depuis 2009)
- Orpheo McCord – batterie (depuis 2009)

### Anciens membres
- Joey Waronker – batterie (1998–2004)
- Oliver « Oligee » Goldstein – claviers, guitare (1998–2004)
- Justin Meldal-Johnsen – basse (1998–2004)
- Scott Devours – batterie (2005–2009)
- Andy Marlow – claviers (2006–2007)
- Lars Vognstrup – claviers (2008–2009)
- Filip Nikolic « Turbotito » – basse (2004–2009)

## Discographie

### Albums studio
- 2003 : Ima Robot
- 2009 : Monument to the Masses
- 2010 : Another Man's Treasure

### EP
- 1999 : Untitled Demo Tape
- 1999 : Very Not OK, Underdogs, Drowse
- 1999 : Untitled Demo CD
- 2003 : Black Jettas (LP)
- 2003 : Public Access EP
- 2004 : Song #1 (EP)
- 2004 : Alive (EP)
- 2006 : Search and Destroy (EP)

### Singles
- 2003 : 'Dynomite (maxi single)
- 2003 : Creeps Me Out
- 2008 : "Gangster (15 avril[5])
- 2010 : Ruthless  (juin[6])